# CMA CGM Tosca
Le CMA CGM Tosca est un porte-conteneurs de la compagnie CMA CGM.
Lancé en 2005, il a pour sister-ships les CMA CGM Otello, CMA CGM Nabucco et CMA CGM Traviata.